# Nitidae
Cet article possède un paronyme, voir Nitida.
 (août 2020).
Si vous disposez d'ouvrages ou d'articles de référence ou si vous connaissez des sites web de qualité traitant du thème abordé ici, merci de compléter l'article en donnant les références utiles à sa vérifiabilité et en les liant à la section « Notes et références ».
Nitidae est une organisation non gouvernementale fondée à Lyon en 1983 qui propose assistance technique, formation, études, montage de projets autour de trois grands axes. 
La notion de réseau marque la volonté de Nitidae à promouvoir des partenariats avec des ONG du Nord et du Sud sur la base de projets développés en commun.

## Grands axes
- La régulation du commerce international (OMC et Assistance Technique aux Pays en développement)
- Le comportement et la responsabilité des acteurs : promotion des normes sociales et environnementales y compris au sein des entreprises
- Stratégie de développement local dans une économie mondialisée

## Projets
Nitidae mène à bien des projets de développement économique dans des pays en développement en Afrique, Asie Centrale et Amérique Latine. Nitidae est intervenu en Côte d'Ivoire, au Burkina Faso, au Tchad, au Liban, au Yémen dans les pays du Caucase, et Brésil.
,,,,,

### Projet d'assistance technique
Nitidae effectue des missions d'assistances techniques sur les questions de politiques commerciales, politiques agricoles mais aussi sur les conditions d'accession à l'OMC pour les pays en développement.

### Projet Anacarde
Ce programme actuellement en cours a débuté en janvier 2007 et est d’une durée de 4 ans.
Il vient logiquement à la suite d’une longue activité et présence de Nitidae en Côte d’Ivoire depuis de nombreuses années. Il succède au programme « Structuration professionnelle de la filière anacarde : une contribution durable à la paix »

### Projet agrocarburants
La mission s’inscrit dans le cadre du projet « Etats des lieux social et environnemental des biocarburants au Brésil : Expériences, innovations, analyses : élaboration de propositions pour un développement soutenable dans le secteur ». Ce programme sera d'une durée de 9 mois. L'objectif général est de participer au développement du secteur agro-énergétique comme levier pour un développement soutenable. Le projet cherche aussi à améliorer les conditions de travail et favoriser l’atteinte des objectifs environnementaux internationaux dans un marché mondialisé et diffuser, via un blog :Agrocarburants et développement, des informations ressources, ainsi qu'affirmer une compétence dans le domaine des agrocarburants au sein de Nitidae.